# Rešetnikovo (Oblast' di Mosca)
Rešetnikovo (in russo Решетниково?) è una cittadina della Russia europea centrale, situata nell'oblast' di Mosca. Apparteneva al Klinskij rajon.
Sorge nella parte nordoccidentale dell'oblast', 115 chilometri a nordovest della capitale Mosca, presso il confine con l'oblast' di Tver'.